# Isaac Pitman

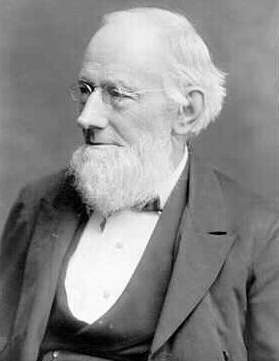
Isaac Pitman

Sir Isaac Pitman (* 4. Januar 1813 in Trowbridge, Wiltshire; † 22. Januar 1897 in Bath) war zuerst Handlungsgehilfe und dann Volksschullehrer. Ab 1837 arbeitete er eine eigene Kurzschrift aus (die Pitman-Kurzschrift), in der er die englische Sprache nach phonetischen Gesichtspunkten analysiert hatte, und nannte sie deshalb Lautschrift (phonography). Er teilte seine Kurzschrift in eine Schulschrift (learners style) für Anfänger und eine Redeschrift (corresponding style/reporting style) für Fortgeschrittene ein. Aufgrund des außerordentlichen Erfolges seiner Kurzschrift gab er den Lehrerberuf auf und siedelte nach Bath über, wo er in eigener Druckerei und eigener Verlagsanstalt Lehrbücher seiner Kurzschrift herstellte und vertrieb. Er verkaufte pro Jahr etwa 200.000 Exemplare seines Lehrbuches. Am 10. Januar 1840 bot er erstmals Fernunterricht seiner Kurzschrift an. Unterlagen versandte er gegen Vorauszahlung eines Schillings. Weniger Erfolg hatte er mit seinen Bemühungen um eine Reform der englischen Rechtschreibung. Er erhielt 1894 die Ritterwürde („Sir“) für seine Verdienste.